# 牛埔山
牛埔山，日本北白川宮成久王曾在此地種植黑松，因此又稱松嶺，此山位於臺灣北部新竹市郊，位於香山區東北部，屬於竹東丘陵八分寮山系的一部分。
牛埔山位於香山區牛埔里的南部，最高點在牛埔里南部中央，高99公尺。山頂豐草茂密，呈平岡地形。茄苳景觀大道以高架方式由山的東部邊緣進入香山丘陵。在山的中部有停業的私立力行高中與台灣木業廠，山的西側則是香山第一公墓的所在地。